# Enveloppe Soleau
 (février 2025).
 (février 2025).
La mise en forme du texte ne suit pas les recommandations de Wikipédia : il faut le « wikifier ».
Les points d'amélioration suivants sont les cas les plus fréquents. Le détail des points à revoir est peut-être précisé sur la page de discussion.
- Les titres sont pré-formatés par le logiciel. Ils ne sont ni en capitales, ni en gras.
- Le texte ne doit pas être écrit en capitales (les noms de famille non plus), ni en gras, ni en italique, ni en « petit »…
- Le gras n'est utilisé que pour surligner le titre de l'article dans l'introduction, une seule fois.
- L'italique est rarement utilisé : mots en langue étrangère, titres d'œuvres, noms de bateaux, etc.
- Les citations ne sont pas en italique mais en corps de texte normal. Elles sont entourées par des guillemets français : « et ».
- Les listes à puces sont à éviter, des paragraphes rédigés étant largement préférés. Les tableaux sont à réserver à la présentation de données structurées (résultats, etc.).
- Les appels de note de bas de page (petits chiffres en exposant, introduits par l'outil «  Source ») sont à placer entre la fin de phrase et le point final[comme ça].
- Les liens internes (vers d'autres articles de Wikipédia) sont à choisir avec parcimonie. Créez des liens vers des articles approfondissant le sujet. Les termes génériques sans rapport avec le sujet sont à éviter, ainsi que les répétitions de liens vers un même terme.
- Les liens externes sont à placer uniquement dans une section « Liens externes », à la fin de l'article. Ces liens sont à choisir avec parcimonie suivant les règles définies. Si un lien sert de source à l'article, son insertion dans le texte est à faire par les notes de bas de page.
- La présentation des références doit suivre les conventions bibliographiques. Il est recommandé d'utiliser les modèles {{Ouvrage}}, {{Chapitre}}, {{Article}}, {{Lien web}} et/ou {{Bibliographie}}. Le mode d'édition visuel peut mettre en forme automatiquement les références.
- Insérer une infobox (cadre d'informations à droite) n'est pas obligatoire pour parachever la mise en page.

Pour une aide détaillée, merci de consulter Aide:Wikification.
Si vous pensez que ces points ont été résolus, vous pouvez retirer ce bandeau et améliorer la mise en forme d'un autre article.
 (février 2025).
L'enveloppe Soleau, du nom de son inventeur Eugène Soleau, objet d'un brevet déposé en 1910, est une preuve d'antériorité d'une création que l'on peut utiliser en France pour obtenir de façon certaine la date d'une invention, d'une idée, d'une œuvre en la déposant à l'Institut national de la propriété industrielle (INPI). Les modalités de fonctionnement de l'enveloppe sont définies par l'arrêté du 9 mai 1986, parus au journal officiel du 6 juin 1986.
Depuis le 1er avril 2024, il n’est plus possible d’adresser des enveloppes Soleau papier à l’INPI. Le dépôt des enveloppes Soleau se fait uniquement par voie électronique, sur le portail de dépôt en ligne de l'INPI.

## Présentation
L'enveloppe Soleau est un instrument français peu contraignant et peu coûteux servant à prouver l'antériorité d'une création intellectuelle accessible à une ou plusieurs personnes physiques ou morales.
Les documents déposés, sous réserve de répondre aux contraintes de taille et de forme, font généralement l'objet d'une protection par des droits de propriété intellectuelle :
- création soumise au droit d'auteur en accord avec l'article L112-2 du Code de la propriété intellectuelle : œuvres littéraires, photographies, créations musicales, tout ou partie du code composant un logiciel, etc.
- descriptions ou reproductions en deux dimensions d'œuvres susceptibles d'enregistrement sous forme de droits de propriété industrielle : dessins techniques, schémas, etc.[4]

Il est essentiel de noter que l'enveloppe Soleau ne constitue pas un titre de propriété industrielle en tant que tel. Son objectif est de dater une œuvre, une idée ou un concept et non de les protéger, il est donc essentiel d'entreprendre en parallèle le dépôt d'une demande de brevet ou l'enregistrement de tout autre élément pour lequel on vise des droits de propriété industrielle.

### Contraintes
Les fichiers déposés sur le portail de dépôt en ligne de l'INPI dans le cadre d'une enveloppe Soleau doivent être au format PDF, et ne doivent pas excéder le nombre de 100 fichiers, pour un poids maximum de 2Go.

### Prix d'une enveloppe Soleau
Le prix de l'enveloppe Soleau est de 15 € par tranche de 5 ans de durée de conservation pour des documents n'excédant pas 50Mo, puis 10 € par tranche de 50Mo supplémentaire (dans la limite du total de 2Go).
Son coût modéré la rend très accessible.

## Dépôt et vie de l'enveloppe Soleau
Il est conseillé de déposer les documents dont on souhaite posséder une preuve d'antériorité le plus rapidement possible après la création. Le dépôt doit être effectué directement à l'INPI, sur le portail de dépôt en ligne de l'INPI.
L'enveloppe Soleau peut être déposée pour une période de 5 ans, renouvelable trois fois (avril 2024). Il est possible d'en demander le renouvellement simultanément au dépôt. Ainsi, en déposant l'enveloppe Soleau, on peut demander d'emblée une durée de conservation au choix de 5, 10, 15 ou 20 ans.
Il est possible, à n'importe quel moment pendant la période de conservation de l'enveloppe, d'en demander par requête à effectuer en ligne la restitution. Il est ainsi possible de demander gratuitement la « restitution simple » ou la « restitution définitive » des documents via le portail Soleau, sur le portail de dépôt en ligne de l'INPI. Les restitutions nécessitent de renseigner le code confidentiel de restitution qui est fourni par l'INPI lors du dépôt.
La restitution simple permet de consulter le contenu de l'enveloppe Soleau durant 15 jours tout en poursuivant sa conservation par l’INPI pour le restant de la durée de conservation prescrite.
Une demande de restitution définitive de l'enveloppe Soleau permet d’en consulter le contenu durant 15 jours à l’issue desquels elle sera définitivement détruite.

## Utilisation en cas de litige
À la différence d'un brevet, d'un dépôt de modèle, le propriétaire de l'enveloppe n'a pas de droit exclusif sur l'invention ou le modèle. S'il s'agit d'une invention, il démontre qu'il connaissait l'invention avant qu'il n'y ait dépôt d'un brevet à l'INPI, ce qui lui permet de continuer à l'exploiter à titre personnel, exception dite de possession personnelle antérieure dans le droit français :

« Toute personne qui, de bonne foi, à la date de dépôt ou de priorité d'un brevet, était, sur le territoire où le présent livre est applicable en possession de l'invention objet du brevet, a le droit, à titre personnel, d'exploiter l'invention malgré l'existence du brevet.  Le droit reconnu par le présent article ne peut être transmis qu'avec le fonds de commerce, l'entreprise ou la partie de l'entreprise auquel il est attaché. »

— Article L613-7 du code de la propriété intellectuelle
La possibilité d'exploitation à titre personnel est très restreinte dans la pratique. Il est toutefois possible de transférer son dépôt e-Soleau à un nouveau titulaire . L'enveloppe Soleau n'a de valeur qu'en France.
Lorsque l'enveloppe Soleau est suivie par le dépôt d'une demande de brevet, elle permet à son titulaire de se prémunir contre une éventuelle action d'un tiers en revendication de propriété.
En cas de conflit quant à la date de création du projet du déposant ou d'une tierce partie :
- après saisie du tribunal compétent, le président du tribunal peut demander à l'INPI de désarchiver l'enveloppe pour qu'elle soit produite comme preuve ;
- sur demande du déposant et en présence d'un huissier qui dressera un procès-verbal de son contenu, l'enveloppe peut être ouverte directement auprès de l'INPI[6].

## Utilisations non conventionnelles de l'enveloppe Soleau
Pour un montant modique, l'enveloppe Soleau permet de prouver que le déposant avait à sa disposition une information ou un document donné à une date certaine.
Il est ainsi possible d'utiliser l'enveloppe Soleau pour de nombreux usages liés de manière non usuelle à la propriété intellectuelle. Conçue pour les inventions, elle peut également être utilisé par tous pour dater de manière certaine la connaissance du déposant d'informations en tous genres. La seule limite pratique est de respecter les contraintes physiques du document telles que décrites ci-dessus.
Elle est accessible aux personnes physiques aussi bien que morales.
En résumé, son efficacité est essentiellement limitée à prouver la possession d’une information ou d’un document à une date donnée (voir utilisation en cas de litige), mais elle le fait de manière simple et efficace, pour un prix modique, dans un grand nombre de domaines.

## Équivalents en France et au Benelux
L’enveloppe Soleau est utile dans de nombreux domaines : inventions, dessins et modèles, protections numériques, croquis, photographies, plans, plan d'affaires, etc.
Son utilisation peut être efficace en cas de conflit et surtout pallier les remises en cause de la valeur probante des constats d’huissier notamment en matière de preuve sur internet (contrefaçon et parasitisme sur internet).
Il est possible de trouver deux types de services permettant l’octroi d’une enveloppe numérique :
- Les services qui conservent les fichiers auprès d’un huissier de Justice.
- Les services qui signent électroniquement les fichiers avec une possibilité de conservation sur son poste informatique ou alors directement auprès de datacenters.

Concernant cette dernière hypothèse de dépôt, l’enveloppe numérique est rendue possible par une procédure simpliste :
- Sélections du fichier numérique
- Empreinte numérique dudit fichier (rendant confidentiel le document)
- Signature électronique et horodatage de l'empreinte
- Octroi d’un certificat de preuve

En droit français, depuis la transposition de la directive 1999/93/CE du Parlement européen et du Conseil en date du 13 décembre 1999, intitulée « sur un cadre communautaire pour les signatures électroniques », transposée par la loi n°2000-230 du 13 mars 2000 portant adaptation du droit de la preuve aux technologies de l'information et relative à la signature électronique, l’écrit électronique possède la même valeur probante que l’écrit manuscrit (article 1316-4 du Code civil).
Bien plus, le service peut atteindre un niveau de protection supérieur avec la possibilité de faire signer par un Prestataire de Services de Certification Electronique (PSCE). Ce prestataire de service est un Tiers de Confiance de l’Etat. Cette qualification atteste de la conformité des pratiques des prestataires de certification électronique aux exigences de l’Agence Nationale de la Sécurité des Systèmes d’information (ANSSI).
Un autre avantage de l’enveloppe Soleau numérique réside dans le fait que le déposant peut choisir, dès le moment du dépôt, une durée de conservation maximum de 20 ans, et ainsi éviter de procéder à un renouvellement de ladite enveloppe numérique. Par ailleurs, la vérification de la preuve peut se réaliser à tout moment.
En cas de litige, l’enveloppe numérique démontre l’intégrité et l’antériorité du document, ainsi que la bonne foi du déposant. 

### L'exemple du Benelux: i-DEPOT
En Belgique, aux Pays-Bas et au Grand-Duché du Luxembourg, l'Office Benelux de la Propriété Intellectuelle (OBPI) a lancé dans les années 90 un équivalent pour les trois pays du Benelux.
L'Enveloppe i-DEPOT, tout comme l'enveloppe Soleau, ne confère aucun droit, mais un moyen de preuve fiable et recevable prouvant l'authenticité de la date de l'invention. Son contenu est certifié par l'OBPI, conservé 5 ans ou plus et tenu secret. Au bout de cette échéance, la version stockée par l'OBPI est détruite, mais la certification reste valide, sur la copie que l'auteur aura conservée sur une durée illimitée.
Elle remplace ainsi un acte notarial du même type et est une solution très économique par rapport aux autres solutions existantes.
Elle est disponible sous 2 formes :
- i-DEPOT sous forme d'enveloppe 
 Enveloppe carton scellée à deux volets de format A5 environ. Elle permet au maximum de stocker un disque dur fin.
- i-DEPOT sous forme électronique 
 Fonctionne avec un certificat électronique. La démarche d'enregistrement des documents se fait en ligne, ainsi que le paiement. Toute personne, particulier, entreprise ou office mandataire peuvent faire cette démarche.

### Administration de l'Enregistrement et des Domaines
L'administration Luxembourgeoise de l'Enregistrement et des Domaines permet également de certifier des documents papiers, moyennant le payement par timbres fiscaux.

### La lettre avec accusée de réception
Cette méthode est très simple : il suffit de s’envoyer à soi-même une Lettre recommandée avec accusée de réception LRAR contenant sa création et ne jamais l’ouvrir c’est-à-dire conserver le pli fermé. Le tampon postal vaut date de création, opposable. En pratique le contenu de la lettre est souvent remis en cause.

### Le constat de notaire ou d'huissier
Il s’agit de mandater un huissier ou un notaire afin qu’il rédige un procès-verbal attestant de la date et de l’heure à laquelle la création lui a été présentée. Dans la plupart des pays européens, cette méthode offre une preuve difficilement contestable devant un juge.

### L'ancrage blockchain
Le processus est simple : le créateur envoie en numérique les preuves de sa création qui sont hachées puis enregistrées dans une blockchain choisie pour sa robustesse et immuabilité. Chaque enregistrement est daté puis répliqué au sein d’une multitude de serveurs conservant la copie confidentielle de la création. La date et la preuve peuvent donc être attestées par l’intégralité des membres du réseau.

### Le recours à des associations ou des sociétés de protection
Certaines association et société de gestion collective se sont spécialisées dans la protection des créations. Le prix et la durée dépend de l’organisme. A titre d’exemple, l’Agence pour la Protection des Programmes (APP) facture un dépôt à 228 euros TTC pour ses abonnés.

### Sources
- Institut national de la propriété industrielle